# 美新樓
美新樓（英語：Mei Sun Lau），是位於香港香港島中西區石塘咀的一個屋苑，也是香港房屋協會首個落成市區改善計劃屋苑，門牌號碼為德輔道西442號（A座）及皇后大道西489－499號（B座），鄰近均益大廈第一期樓宇及香港電車石塘咀總站，A座在1976年落成入伙，而B座則在1980年落成入伙。該住宅共有267個單位，原本提供予受重建影響的市民和房協出租屋邨居民優先購買，可是反應冷淡，後來房協決定將剩餘單位以市值價格公開發售，結果卻火速搶購一空，甚至出現未入伙便轉售的炒樓行為，結果令房協制定應對措施以圖遏止炒風。現時單位與其他同類計劃大部分樓宇一樣，建成後可以透過自由市場公開轉售。

## 樓宇資料
美新樓總共有兩座大廈，佔地1,458平方公尺，合共提供267個單位，基座設有美新樓商場，商場通道可連接德輔道西及皇后大道西。其中A座有198個單位，於1976年5月落成，樓高23層，建築面積341至560平方英尺、實用面積251至414平方英尺，向北能望維多利亞港景致。據房協表示，最初向皇后大道西拆遷戶提供的優惠價格是6.8萬至11.97萬元，兼可讓他們先付首期一成樓價，之後分廿年繳付餘款。後來公開發售時價格是7.41萬至13.76萬元，即是說，以建築面積計每平方英尺最低消費是217元。
B座有69個單位，於1980年2月落成，樓高24層，建築面積288至465平方英尺、實用面積213至354平方英尺，最初給予房協出租屋邨居民的優惠價格是6.35萬至12.55萬元，並於1978年3月開始推銷。至於公開發售時價格是12.1萬至25.6萬元，以建築面積計每平方英尺最低消費是568元，是A座樓宇的兩倍多，《大公報》報導表示B座樓花價格創當時港島西樓花價格新高，形容「貴到飛起」。

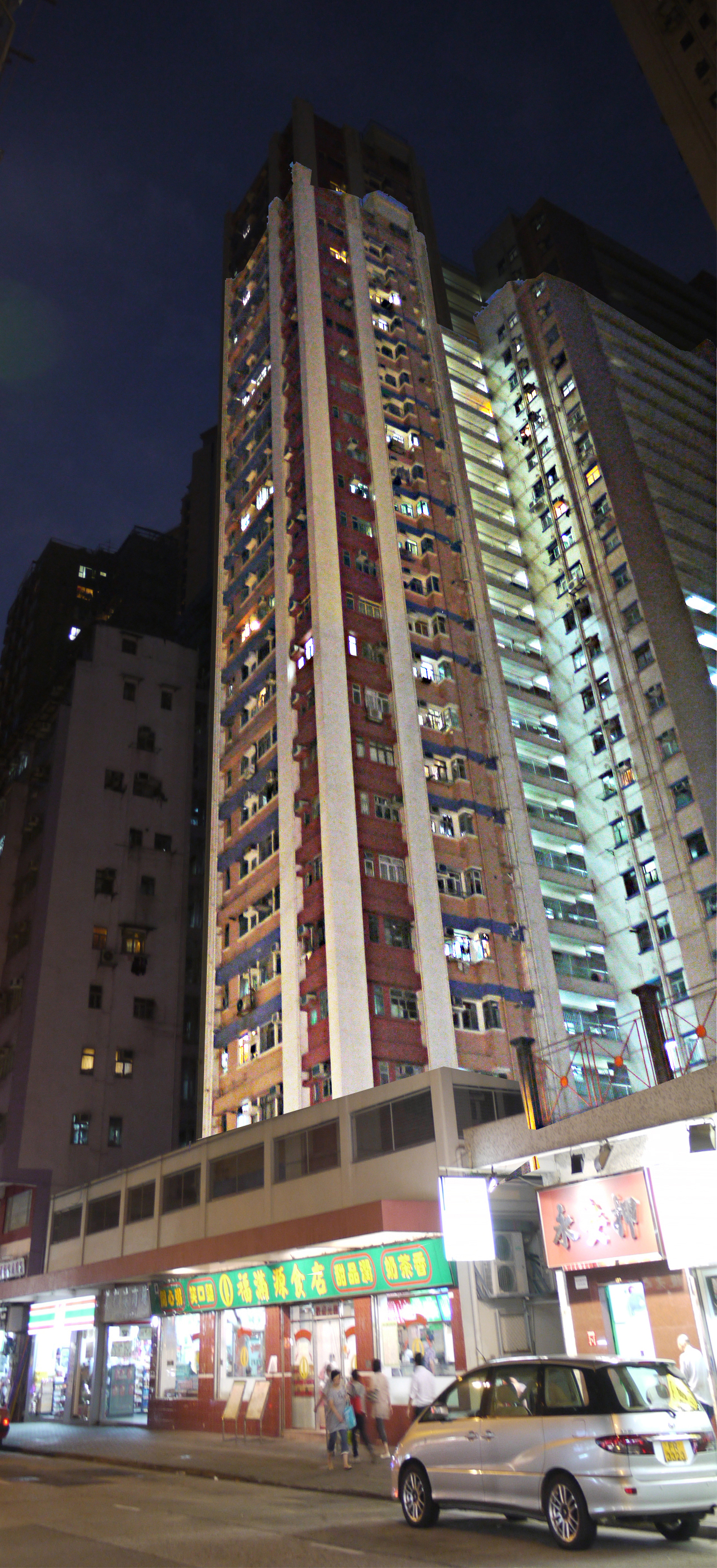
美新樓B座
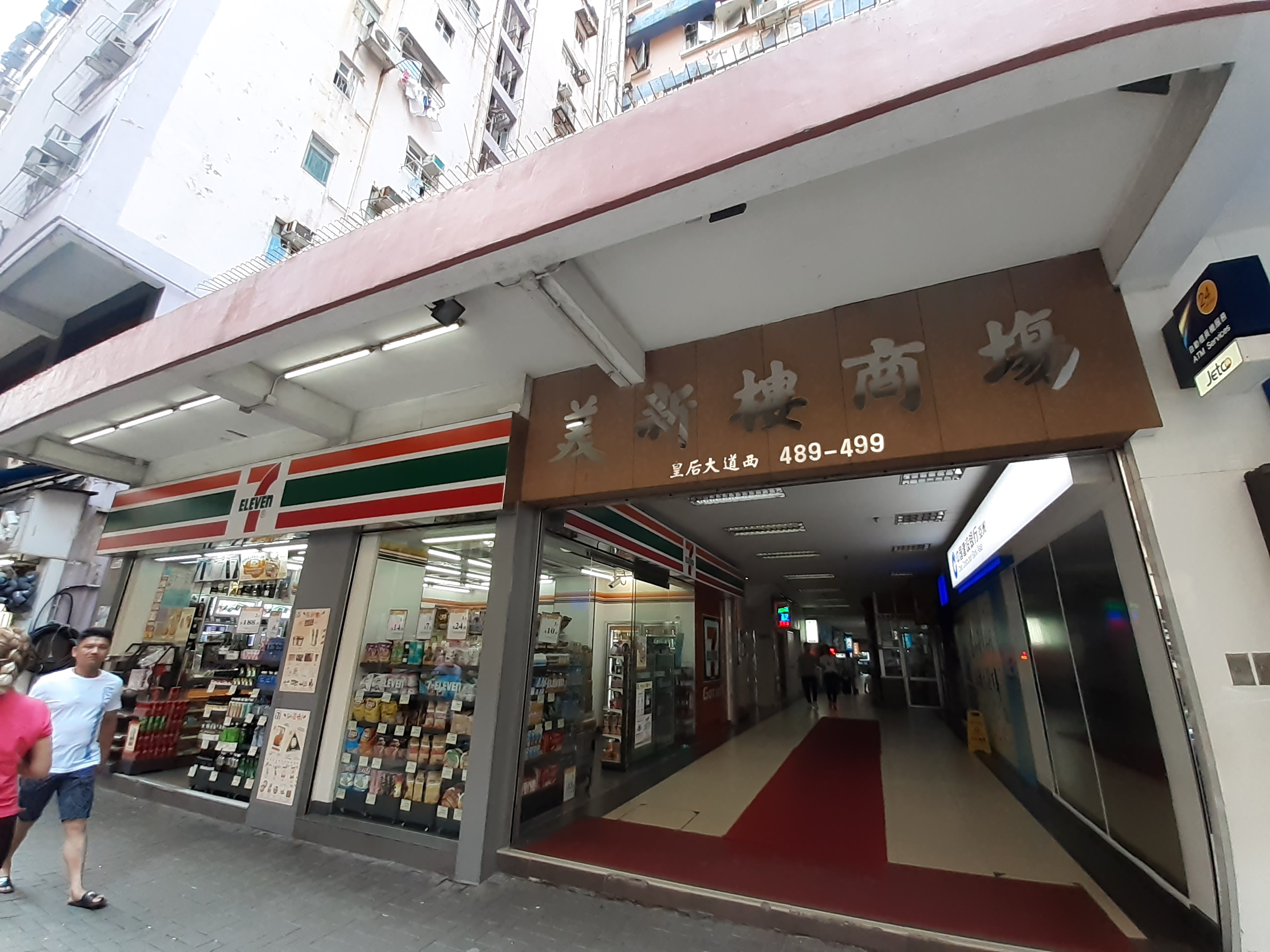
美新樓商場

## 歷史

### 售樓過程
房屋協會在1974年響應時任執行委員、後來擔任布政司的鍾逸傑建議，正式推出市區改善計劃，並得到香港政府提供的一億港元的長期貸款，正式開展收購物業。房協之後成立市區改善計劃委員會，委員共有十人，以時任律政司何伯勵為首。該計劃的第一個選址，坐落於前香港麵粉廠和均益大廈第一期之間的已打樁樓宇，這樓宇外觀亦與均益大廈沒有太大分別，獲收購後成為美新樓A座。1975年8月15日，港府公佈收回皇后大道西489－499號，即A座現址南面的戰後初期六幢四層高住宅物業，房協除了派代表跟受影響居民接觸外，也提供優惠價格吸引他們遷入A座樓宇。
房協原本的意願，是讓皇后大道西舊樓居民在不需改變原有的生活環境下，遷移鄰近樓宇的新型單位，以改善居住質素，不過房協卻因收購的是已打樁樓宇，且獲得的港府貸款不多，令房協不得不提高售價，導致超出這些居民的買樓負擔（當時他們平均月入僅兩千元以下），所以美新樓樓宇在向他們推出時幾乎無人購買，故此房協轉為向其轄下的出租屋邨居民招手。至於那些沒有購買美新樓的大道西居民，後來被要求在1976年6月1日之前遷出，並只獲每幢24萬元的補償，居民亦表示如果不去購買美新樓單位的話，他們或要遷往新界葵涌安置，故對此大表不滿及召開記者會抗議。

### 炒樓風潮
經過一番推銷後，有70個單位後來被重建戶或房協住戶買入，未能全部售出，而餘下128個單位於1977年3月4日開始出售，並在美新樓地下和房協公爵行總辦事處派發申請表。結果開售首日一反以往頹勢，不少人前來辦理購樓手續，並只需六小時便全數售罄。
不單如此，往後幾日在各大報章開始出現轉讓美新樓的廣告，《工商日報》記者揭發有人將原本售12萬元的單位，以12.7萬元公開轉讓，換言之，如果在3月4日發售日購買，並在七天後成功轉手的話，這人可平均日賺一千元。其實《工商日報》早在3月9日引述房協宣稱美新樓出現炒樓事件機會甚微，但其後真的出現轉讓廣告時卻令房協不知所措。其後報章又出現多則同類廣告，有些更有「包轉名」（即保證能轉讓）的字眼，《工商日報》訪問其他市民對此風潮之意見時，受訪者都異口同聲指責轉讓者是用納稅人的錢做本錢來賺錢，建議港府立例懲罰這些投機者。當時房協只是表示會繼續注視，未有採取相關對應行動。
同年4月26日，房協正式推出對應措施，主要限制買家在建築完工及付清樓價後，才可以將買賣合約之權益轉售予他人，並縮短付訂金至簽合同的交易日期、提高轉名費用、及增加首期費用等，在下一個項目開始生效；同時房協接獲11人申請轉讓手績，但只批准八人，扣除一人最後中途放棄轉讓，最終有七人辦理。

### 後續發展
房協在拆除皇后大道西的舊樓之後，隨即興建美新樓B座，1978年3月開始推銷予房協出租屋邨居民，獲得27戶購入，剩餘的42個單位於1979年1月16日公開發售。發售首日再次出現排隊購買的人潮，並且首日完結時賣剩六個實用面積354平方英尺，售至少21萬元的大單位。
與此同時，A座自落成入伙後遭到住戶批評，主要是樓價太貴以致供樓負擔大增，令他們入不敷出，而且實用面積比例太少，居住環境比以前更狹窄，還有人認為樓宇大門管制太矯枉過正，每當有親友來訪便出現尷尬場面。1979年3月1日，房協在未諮詢住戶意見下，大幅增加A座管理費近六成，導致住戶群起反對，房協回應指出由於舊時管理費定價太低，令管理上出現虧損，他們不能不加價以追回損失。
1993年《建築物管理條例》生效起，房協轄下出售物業的業主，可以自行成立業主立案法團，美新樓為其中之一，其後並改為聘用私人物業管理公司。2009年，美新樓A座及B座均獲房協「樓宇更新大行動」資助作大廈維修，工程費逾1200萬元，原本可獲合共980萬元津貼，每戶可獲工程費用八成或上限1.6萬元資助，至於長者住戶可最多獲全部或上限四萬元資助。2013年中，房協卻因石屎工程面積問題及大廈法團提交文件不足，要扣減百餘萬元津貼額，一度引起業主不滿並到房協抗議。

## 商場
美新樓的基座商場，名為美新樓商場。2021年，陳秉志以約1.64億港元購入美新樓A座地下1至13號舖及1樓、2樓A至E號平台及2樓1個住宅單位的物業。其後，美新樓商場進行翻新。2024年7月，相關鋪位以1.2億港元出售，買家是華本有限公司。

## 社區環境
美新樓位處香港島市區，鄰近海邊和石塘咀總站，周邊都是住宅樓宇。住宅的兩邊分別為前香港麵粉廠和均益大廈第一期，其中前者已重建為「香港工業大廈」，1985年中開始，美新樓有住戶投訴香港工業大廈水塔通宵發出嘈音，曾經分別向西區警署和政府部門反應意見，但政府部門之間不斷卸責，同時住戶又向中西區區議會議員熊永達反映，而熊永達也在區議會反映卻未有結果，問題到年尾仍無改善，住戶表示若問題未解決，會向行政、立法兩局尋求協助。
此外，樓宇所處的石塘咀一帶發展成熟，有不少民生商舖，自從同區的石塘咀市政大廈、寶翠園基座西寶城商場及新堅尼地城游泳池相繼落成後，石塘咀的日常生活配套獲進一步改善。到2014年港島綫西延後，交通變得更便利，人流亦相應増加，不過城市研究者何尚衡卻擔心鐵路貫通，將會帶動西環一帶的城市發展，令原本的地區風貌和氣質加快消失。

## 影響
美新樓是房屋協會首個落成市區改善計劃屋苑，樓宇的落成也標誌著房協市區重建工作順利開展，比起香港政府1988年才成立土地發展公司還要早十餘年，房協前任主席鄔滿海曾表示，市區改善計劃提供了一個模式作為港府市區重建之參考，影響著土發公司和後來市區重建局的發展，符合房協本身「房屋實驗室」的角色。另外，由於美新樓出現過公開發售階段火速售罄及炒樓投機行為，故此房協其後的市區改善計劃項目，都有安排公開發售並將剩餘單位加快出售，又限制買家在建成及付清樓價後，才可以將買賣合約之權益轉售予他人。房協其後不斷發展市區改善計劃，版圖由遍及港島北、鴨脷洲、九龍西等地，不過自土發公司的成立後，開始取代房協市區重建之角色，1999年荷李活華庭落成後，市區改善計劃正式結束。

## 鄰近之公共交通服務
港鐵
- █  港島綫：香港大學站B2、C2出口

電車
- 石塘咀總站

## 鄰近
- 均益大廈
- 寶翠園
- 堅尼地城游泳池
- 石塘咀市政大廈
- 香港商業中心

## 外部連結
- 美新樓 （页面存档备份，存于），香港房屋協會
- 美新樓商場的Instagram帳戶
- 美新樓商場的Facebook專頁